# Pagamea plicatiformis
Pagamea plicatiformis là một loài thực vật có hoa trong họ Thiến thảo. Loài này được Steyerm. mô tả khoa học đầu tiên năm 1965.